# Volvo BM

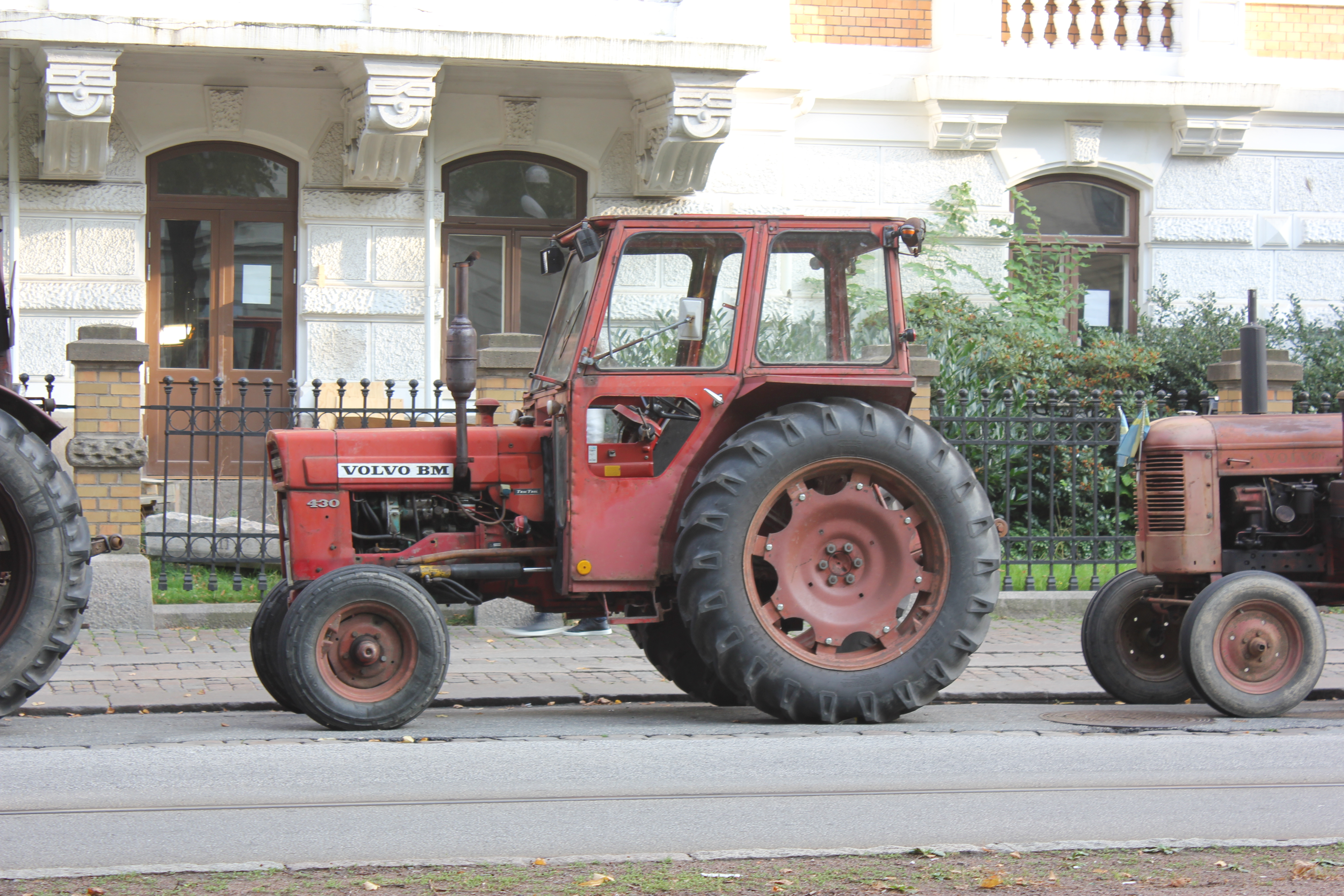
Traktor producerad av Volvo BM AB.

Volvo BM AB var ett företag som var aktivt mellan 1973 och 1985.

## Historia
Volvo BM AB är namnet på det företag som under perioden 1973 till 2016 tillverkade anläggningsmaskiner, framförallt baklastare och dumpers och fram till 1985 även traktorer. Före 1973 hette företaget AB Bolinder-Munktell och tillverkade även skogsmaskiner. Företaget Volvo BM slogs 1985 samman med Clark Equipment och Michigan för att bilda VME Group som senare blev Volvo Construction Equipment.  Traktortillverkningen avyttrades till Valmet. För att tillfredsställa de mycket köptrogna svenska bönderna användes varumärken som Volvo BM Valmet och Volvo Valmet under en lång övergångsperiod.
Deras traktorer var till exempel Volvo BM 350 Boxer och 470 Bison.